# Schachgesellschaft Winterthur

Das Logo der SG Winterthur

Die Schachgesellschaft Winterthur ist ein 1846 gegründeter Schachklub aus Winterthur und damit der zweitälteste Schachklub der Schweiz. Der Arbeiterschachklub Winterthur ist 1921 gegründet worden und hat 2015 mit der Schachgesellschaft fusioniert.
Die Schachgesellschaft Winterthur stellt eine Nationalliga-A-Mannschaft in den Schach-Klubmeisterschaften. Die SG Winterthur ist mit insgesamt 10 Mannschaften in allen Ligen der Klub mit den meisten Teams in den Schweizerischen Klubmeisterschaften. Der Schachklub Winterthur führt seit seiner Gründung regelmässig Turniere gegen die Schachgesellschaft Zürich durch. Das NLA-Team gewann 1972, 1981 und erneut 2017 die Schweizer Mannschaftsmeisterschaften. Für die NLA- und NLB-Spiele wird das Hotel Banana City in Winterthur genutzt, ansonsten ist die Alte Kaserne das Lokal des Schachklubs.
Zu bekannten Schachspielern der SG Winterthur gehören P. Harikrishna, Fabiano Caruana, Artur Jussupow, Richard Forster, Martin Ballmann, Andreas Huss, Nedeljko Kelecevic, Daniel King, Nico Georgiadis und Noël Studer.